# Turbo Delphi
Turbo Delphi — интегрированная среда разработки (IDE), разработанная компанией CodeGear, ориентированная в первую очередь на студентов, индивидуальных пользователей и программистов-любителей. Основана на языке программирования Delphi (язык программирования), который является диалектом языка Object Pascal. Основное отличие данного продукта от других продуктов CodeGear - наличие бесплатной версии Turbo Delphi Explorer.

## Версии продукта
Turbo Delphi 2006 был анонсирован 8 августа 2006 года, и стал доступен для скачивания на сайте www.turboexplorer.com 5 сентября 2006 года.
Существует две версии:
- Turbo Delphi for Windows — для создания приложений Win32;
- CLR — для создания машинно-независимого кода для Microsoft .NET

Каждая версия вышла в двух редакциях: свободно распространяемая Explorer edition и Professional edition, стоимостью (в США) $399. В редакции Professional имеется возможность устанавливать дополнительные визуальные компоненты и модификации IDE, а также присутствует компилятор командной строки.
Turbo Delphi входит в серию продуктов Borland Developer Studio 2006. Новых версий среды в бесплатной редакции Explorer не выпускалось.
В настоящее время Turbo Delphi Explorer не доступен для скачивания на официальном сайте, также прекращена регистрация новых пользователей, хотя поддержка ранее зарегистрированных пользователей осуществляется.

## Использование сторонних компонентов
Несмотря на запрет установки новых визуальных компонентов в редакции Explorer, вскоре после выхода продукта были найдены легальные способы обхода этого запрета, путём изменения
исходного текста файла dclusr.dpk а также подключения компонентов в режиме runtime . 
Существует мнение, что именно обход этого запрета привел к сворачиванию бесплатного проекта Turbo Delphi Explorer, а также, что это была сильно недоработанная версия продукта, работать в которой более-менее сносно можно было только с текстом программы.